# Piatti a base di pasta
Testo grandeQuesta è una lista di piatti a base di pasta.
Ciascun piatto a base di pasta è caratterizzato da un certo tipo di pasta, da un tipo di cottura e da un tipo di sugo o di condimento.
I vari tipi di pasta sono suddivisi in pasta secca, pasta fresca, pasta all’uovo, pasta ripiena, gnocchi).
I vari tipi di cottura sono suddivisi in pasta asciutta (in cui la pasta viene semplicemente lessata e condita con un sugo), pasta al forno e pasta in brodo.
I vari tipi di sugo sono anzitutto divisi in sughi rossi (con il pomodoro) e sughi bianchi (senza pomodoro) e sono divisi in sughi magri (senza carne né pesce) sughi con carne o sughi di pesce. i sughi possono essere cotti o crudi.
Nella presente lista sono riportate ricette tradizionali, ciascuna individuata da una tipologia di pasta, una tipologia di cottura e un condimento. Chiaramente esiste un numero amplissimo e indeterminabile di varianti ed evoluzioni.

## Piatti a base di pasta italiani
| Titolo                                                 | Immagine | Regione               | Tipologia                                                                                       | Descrizione |
| ------------------------------------------------------ | -------- | --------------------- | ----------------------------------------------------------------------------------------------- | --- |
| Agnolini mantovani in brodo                            |          | Lombardia             | pasta ripiena, in brodo                                                                         | Piatto mantovano tradizionale di Agnolini (un tipo di pasta all'uovo, ripiena con stracotto di manzo al vino bianco, salamella di maiale, pancetta, uova, noce moscata, pan grattato, sale e pepe), in brodo di carne |
| Agnolotti piemontesi al Plin                           |          | Piemonte              | pasta ripiena, asciutta con sugo rosso di carne                                                 | Ricetta di Agnolotti (P.A.T.) conditi con ragù piemontese |
| Agnolotti pavesi in brodo d’oca                        |          | Lombardia             | pasta ripiena, in brodo                                                                         | Ricetta pavese di Agnolotti in brodo di oca |
| Anelletti al forno                                     |          | Sicilia               | pasta secca, asciutta con sugo rosso di carne                                                   | Piatto palermitano di pasta al forno, preparato con Anelletti melanzane, sugo di carne, formaggio e piselli |
| Anolini in brodo                                       |          | Emilia-Romagna        | pasta ripiena, in brodo                                                                         | Piatto piacentino di Anolini (pasta all'uovo ripieno con carne di manzo, pane grattugiato, formaggio) in brodo |
| Battolli Caiegue                                       |          | Liguria               | pasta fresca, asciutta con sugo bianco magro                                                    | Piatto di Battolli (una pasta a base di farina di grano, farina di castagne e sale, P.A.T.), conditi con una salsa a base di pesto, navoni e patate |
| Bigoli in salsa                                        |          | Veneto                | pasta secca, asciutta con sugo bianco di pesce                                                  | Bigoli (una pasta a base di farina integrale), conditi con una salsa a base di acciughe e cipolla. Nella variante dei "bigoli mori" si fa uso della farina di grano saraceno. |
| Bigoli con l’anatra                                    |          | Veneto                | pasta secca, asciutta con sugo rosso di carne                                                   | Bigoli (una pasta a base di farina integrale), conditi con un ragù a base di anatra |
| Bigoli col musso                                       |          | Veneto                | pasta secca, asciutta con sugo rosso di carne                                                   | Ricetta veronese di Bigoli (una pasta a base di farina integrale), conditi con un ragù a base di asino |
| Blecs al burro                                         |          | Friuli-Venezia Giulia | pasta asciutta all'uovo con sugo bianco magro                                                   | Tradizionale pasta friulana a forma di pezza, simili ai Maltagliati. È ottenuta impastando farina integrale di grano tenero con farina di grano saraceno e uova. Solitamente i blecs sono conditi con burro e con il formaggio regionale Montasio oppure con ricotta affumicata. |
| Bucatini alla Amatriciana                              |          | Lazio                 | pasta secca, asciutta con sugo rosso di carne                                                   | Tradizionale piatto di Amatrice, realizzato con bucatini conditi con tipico sugo all'Amatriciana (a base di pomodoro, guanciale, Pecorino Romano D.O.P. e pepe nero) |
| Busiate con pesto alla trapanese                       |          | Sicilia               | pasta secca, asciutta con sugo rosso magro                                                      | Ricetta di Trapani (P.A.T.). Busiate (variante di fusilli, dal ramo di buso originariamente utilizzato per la loro trafilatura) condite con pesto alla trapanese (una salsa cruda a base di pomodoro, basilico, mandorle e aglio) |
| Caccavelle alla sorrentina                             |          | Campania              | pasta secca, asciutta con sugo rosso di carne                                                   | Caccavelle (pasta di Gragnano a forma di caccavella) riempite con sugo al pomodoro, mozzarella, carne trita e ricotta |
| Canederli allo speck in brodo                          |          | Trentino-Alto Adige   | gnocchi in brodo                                                                                | Canederli con Speck Alto Adige (I.G.P.), in brodo |
| Cannelloni ricotta e spinaci                           |          | Emilia-Romagna        | pasta secca, asciutta con sugo rosso magro                                                      | Piatto di pasta al forno di cannelloni farciti con sugo al pomodoro, ricotta e spinaci |
| Cappellacci di zucca ferraresi con burro e salvia      |          | Emilia-Romagna        | pasta ripiena, asciutta con sugo bianco magro                                                   | Cappellacci di zucca (tipo di pasta di sfoglia all'uovo di forma quadrata, farciti con un impasto di zucca cotta al forno, Grana Padano D.O.P. grattugiato, noce moscata e sale), conditi con burro fuso, salvia e Grana Padano (D.O.P.) grattugiato |
| Cappelletti in brodo                                   |          | Emilia-Romagna        | pasta ripiena, in brodo                                                                         | Piatto romagnolo di Cappelletti (pasta all’uovo ripiena, P.A.T.) in brodo di cappone |
| Capunsei mantovani burro e salvia                      |          | Lombardia             | gnocchi, asciutti con sugo bianco magro                                                         | Piatto mantovano di Capunsei (gnocchi di pane raffermo, uova, burro e noce moscata, P.A.T.), con burro fuso, foglie di salvia e Parmigiano-Reggiano (D.O.P.) |
| Caramelle burro e salvia                               |          | Emilia-Romagna        | pasta ripiena, asciutta con sugo bianco magro                                                   | Piatto romagnolo di Caramelle (pasta ripiena farcita di ricotta, spinaci, noce moscata e Parmigiano-Reggiano), con burro fuso, foglie di salvia e Parmigiano-Reggiano (D.O.P.) grattugiato |
| Casoncelli bergamaschi                                 |          | Lombardia             | pasta ripiena, asciutta con sugo bianco di carne                                                | Piatto bergamasco di Casoncelli (pasta ripiena a forma di mezzaluna, farcita con carne, formaggio grattugiato ed erbe aromatiche P.A.T.), pancetta, burro fuso, foglie di salvia e Parmigiano-Reggiano (D.O.P.) grattugiato |
| Cassatelle in brodo di pesce                           |          | Sicilia               | pasta ripiena, in brodo                                                                         | Ricetta trapanese di cassatelle (grossi ravioli farciti di ricotta di pecora, prezzemolo, noce moscata e pecorino) in brodo di zuppa di pesce |
| Casunziei ampezzani                                    |          | Veneto                | pasta ripiena, asciutta con sugo bianco magro                                                   | Piatto tipico della Val Pusteria, diffuso in tutta la regione del Tirolo di Casunziei (pasta ripiena di spinaci e ricotta), con burro fuso, semi di papavero e Parmigiano-Reggiano (D.O.P.) grattugiato |
| Cavatelli con sugo e Cacioricotta                      |          | Puglia                | pasta fresca, asciutta con sugo rosso di carne                                                  | Piatto di Cavatelli (P.A.T.), con un sugo al pomodoro con carne e Cacioricotta (P.A.T.) |
| Cavati alla ragusana                                   |          | Sicilia               | pasta fresca, asciutta con sugo rosso di carne                                                  | Cavati (P.A.T.), con un sugo al pomodoro con carne di maiale |
| Ceppe al sugo                                          |          | Abruzzo               | pasta fresca, asciutta con sugo rosso di carne                                                  | Ceppe (tipo di pasta all'uovo tipiche della provincia di Teramo simile a dei bucatini corti, ottenuti arrotolando la pasta intorno a un bastoncino di legno, P.A.T.), con un sugo al pomodoro con carne, insaporita con pecorino grattugiato |
| Cicatelli al sugo                                      |          | Puglia                | pasta secca, asciutta con sugo rosso di carne                                                   | Cicatelli Pasta (P.A.T.), con un sugo al pomodoro con carne |
| Chnéffléné Walser con fonduta                          |          | Valle d'Aosta         | pasta fresca, asciutta con sugo bianco magro                                                    | Piatto di Chnéffléné conditi con fonduta |
| Ciceri e Tria                                          |          | Puglia                | pasta secca, asciutta con sugo bianco magro                                                     | Piatto salentino di pasta con ceci |
| Cjarsons al burro                                      |          | Friuli-Venezia Giulia | pasta ripiena, asciutta con sugo bianco magro                                                   | Piatto della Carnia di Cjarsons (pasta ripiena farcita con patate, ricotta, cannella e uvetta, P.A.T.), con burro fuso |
| Cocule salentine                                       |          | Puglia                | gnocchi, asciutti con sugo rosso magro                                                          | Piatto salentino di Cocule (gnocchi rotondi di patate, pane grattugiato, uova, pepe, prezzemolo e pecorino) preparate al forno con sugo al pomodoro e Cacioricotta (P.A.T) |
| Corzetti ai pinoli                                     |          | Liguria               | pasta fresca, asciutta con sugo bianco magro                                                    | Corzetti (piccoli cerchi di pasta a forma di medaglione ottenuta mediante uno stampino in legno) conditi con pesto o in alternativa una salsa di noci o con “Tocco de funzi” (una salsa a base di funghi) |
| Culurgiones d'Ogliastra                                |          | Sardegna              | pasta ripiena, asciutta con sugo rosso magro                                                    | Culurgiones (I.G.P.), un tipo di ravioli con ripiano a base di patate, Pecorino Sardo D.O.P., cipolle e menta, tipici della zona dell'Ogliastra, conditi con sugo al pomodoro |
| Fettuccine Alfredo                                     |          | Lazio                 | pasta all'uovo, asciutta con sugo bianco magro                                                  | Piatto creato nel 1914 da Alfredo Di Lelio, noto chef romano, di Fettuccine all’uovo, condite con burro fuso e Parmigiano-Reggiano (D.O.P.) |
| Fileja al sugo di capra                                |          | Calabria              | pasta fresca, asciutta con sugo rosso di carne                                                  | Ricetta di Fileja (una pasta di grano integrale) condita con un ragù di carne di capra |
| Fregola con arselle                                    |          | Sardegna              | pasta secca, asciutta con sugo rosso di pesce                                                   | Fregula (una pasta di semola prodotta per "rotolamento" della semola entro un grosso catino di coccio e tostata in forno) condita con un sugo al pomodoro con arselle |
| Garganelli prosciutto e piselli                        |          | Emilia-Romagna        | pasta all'uovo, asciutta con sugo bianco di carne                                               | Garganelli (P.A.T.), conditi con prosciutto cotto e piselli |
| Gnocchi al castelmagno                                 |          | Piemonte              | gnocchi, asciutti con sugo bianco magro                                                         | Gnocchi conditi con Castelmagno fuso |
| Gnocchi alla romana                                    |          | Lazio                 | gnocchi, asciutti con sugo rosso magro                                                          | Piatto romano di gnocchi di burro, uova, latte e formaggio grattato, cucinati in forno con sugo al pomodoro, burro e Pecorino Romano (D.O.P.) |
| Gnocchi alla sorrentina                                |          | Campania              | gnocchi, asciutti con sugo rosso di carne                                                       | Piatto sorrentino di gnocchi di patate, cucinati in forno (nel tradizionale pignatiello), con ragù napoletano, mozzarella, Parmigiano Reggiano (D.O.P.) e basilico |
| Gnocchi all'ossolana                                   |          | Piemonte              | gnocchi, asciutti con sugo bianco magro                                                         | Piatto della Val d'Ossola di gnocchi fatti con patate e zucche, conditi con funghi e panna |
| Gnocchi di malga                                       |          | Veneto                | gnocchi, asciutti con sugo bianco magro                                                         | Piatto veronese di gnocchi con burro fuso e Monte Veronese (D.O.P.) |
| Gnocchi di zucca                                       |          | Lombardia             | gnocchi, asciutti con sugo bianco magro                                                         | Piatto mantovano di gnocchi a base di zucca, conditi con burro fuso, foglie di salvia e Grana Padano (D.O.P.) grattugiato |
| Gnocchi ricci                                          |          | Lazio                 | gnocchi, asciutti con sugo rosso di carne                                                       | Piatto amatriciano di gnocchi di colore giallo e forma ovale, preparati impastando farina, uova ed acqua calda, che vengono poi schiacciati tra pollice ed indice, per dar loro il caratteristico riccio e conditi con un sugo al pomodoro a base di spezzatino di castrato di pecora |
| Gramigna alla salsiccia                                |          | Emilia-Romagna        | pasta secca, asciutta con sugo rosso di carne                                                   | Piatto bolognese di Gramigna (pasta all'uovo di forma attorcigliata), con un sugo al pomodoro con salsiccia sbriciolata (o in alternativa con panna e salsiccia) |
| Insalata di pasta                                      |          | Campania              | pasca secca, asciutta con sugo bianco di carne                                                  | Classica pasta fredda con pomodorini, olive nere snocciolate, mozzarella a cubetti, prosciutto cotto a cubetti (o in alternative tonno sottolio), foglie di basilico e olio |
| Laina con i ceci                                       |          | Campania              | pasta fresca, asciutta con sugo rosso magro                                                     | Piatto tipico dell'Irpinia, preparato con làine (in dialetto irpino, tipo di pasta che si ottiene impastando farina di grano duro con acqua e un pizzico di sale e tagliando la sfoglia in strisce non sottili, simile a delle fettuccine larghe e spesse con dimensioni un incostanti), con un sugo al pomodoro e ceci |
| Lagane e cicciari                                      |          | Calabria              | pasta fresca, asciutta con sugo bianco magro                                                    | Piatto di Lagane con ceci |
| Lasagne al forno                                       |          | Campania              | pasta fresca, asciutta con sugo rosso di carne                                                  | Piatto napoletano ora diffuso in tutto in territorio nazionale, ottenuto con vari strati di lasagne alternati con ragù, mozzarella (e/o scamorza, P.A.T.) e cotte in forno |
| Lasagne alla bolognese                                 |          | Emilia-Romagna        | pasta fresca, asciutta con sugo rosso di carne                                                  | Variante bolognese delle ‘’Lasagne al forno’’, che utilizza delle Lasagne all'uovo (talvolta ‘’verdi’’ con spinaci nell'impasto), alternate con strati di ragù bolognese, besciamella e Parmigiano-Reggiano (D.O.P.) |
| Lasagne al pesto                                       |          | Liguria               | pasta fresca, asciutta con sugo bianco magro                                                    | Variante ligure delle ‘’Lasagne al forno’’ piatto, in cui le Lasagne sono alternate a strati di pesto, besciamella e Parmigiano-Reggiano (D.O.P.) |
| Lorighittas con sugo di pollo                          |          | Sardegna              | pasta fresca, asciutta con sugo rosso di carne                                                  | Piatto di Lorighittas (pasta originaria di Morgongiori, preparata a mano attorcigliando tra le dita un doppio filo di pasta, fino a creare una treccina chiusa a formare un anello), con sugo al pomodoro con pollo ruspante |
| Macarrones de busa                                     |          | Sardegna              | gnocchi, asciutta con sugo rosso di carne                                                       | Gnocchi ottenuti lavorando la sfoglia (ottenuta impastando acqua, farina e sale, con l'aggiunta di uovo e olio secondo alcune ricette) con il ferro per fare la maglia, conditi con sugo al pomodoro di carne |
| Maccaronara al ragù                                    |          | Campania, Basilicata  | pasta fresca, asciutta con sugo rosso di carne                                                  | Piatto di pasta fatta a mano, simile alla tagliatella ma a sezione quadrangolare, preparata al sugo |
| Maccaruni al sugo di capra                             |          | Puglia                | pasta secca, asciutta con sugo rosso di carne                                                   | Maccaruni (maccheroni cavati, modellati con un tipico arnese di ferro, detto frizzulu o catùru), conditi con sugo al pomodoro e carne di capra o agnello |
| Maccheroni alla pastora                                |          | Calabria              | pasta secca, asciutta con sugo bianco di carne                                                  | Maccheroni con ricotta, pecorino e salsicce |
| Maccheroni con la trippa                               |          | Liguria               | pasta secca, asciutta con sugo rosso di carne                                                   | Piatto savonese di maccheroni, conditi con sugo al pomodoro con trippa e salsicce |
| Maccheroncini di Campofilone al ragù                   |          | Calabria              | pasta secca, asciutta con sugo rosso di carne                                                   | Maccheroncini di Campofilone (I.G.P.), con ragù |
| Mafalde con ragù napoletano e ricotta                  |          | Campania              | pasta secca, asciutta con sugo rosso di carne                                                   | Piatto napoletano di Mafalde (pasta di grano duro a forma ondulata), con ragù napoletano (P.A.T.) e ricotta |
| Malfatti di Carpenedolo con burro e salvia             |          | Lombardia             | pasta ripiena, asciutta con sugo bianco magro                                                   | Piatto bresciano di Malfatto di Carpenedolo (pasta ripiena farcita con spinaci, bietola, cicoria, uova, Grana Padano D.O.P.), noce moscata e pane grattugiato, con burro fuso) con burro fuso e salvia |
| Malloreddus alla campidanese                           |          | Sardegna              | pasta secca, asciutta con sugo rosso di carne                                                   | Malloreddus (gnocchetti sardi a forma di conchiglie rigate di farina di semola e acqua), con un ragù realizzato tagliando con salsiccia sarda e fili di zafferano e con pecorino sardo (D.O.P.) grattugiato. |
| Maltagliati ai fagioli                                 |          | Emilia-Romagna        | pasta all'uovo, asciutta con sugo bianco magro                                                  | Maltagliati (pasta all'uovo di forma irregolare, P.A.T.), con fagioli cannellini fagioli borlotti |
| Marubini cremonesi                                     |          | Lombardia             | pasta ripiena, in brodo                                                                         | Piatto cremonese di Marubini (pasta ripiena di forma quadrata, farcita con brasato, Grana Padano D.O.P., noce moscata), cotto in brodo di manzo, maiale e gallina |
| Minestrina                                             |          | tutta Italia          | pasta secca, in brodo                                                                           | Pasta minuta (pastina) cotta in brodo |
| Mpurnatu                                               |          | Sicilia               | pasta secca, asciutta con sugo rosso di carne                                                   | Piatto di pasta al forno di Campobello di Licata, fatto con Ziti (pasta di forma allungata, tubulare e cava e con superficie liscia come i bucatini ma di diametro maggiore), cotti in forno con ragù carne di maiale, cavolfiore, uova e pecorino |
| Nidi di rondine                                        |          | Emilia-Romagna        | pasta all'uovo, asciutta con sugo rosso di carne                                                | Piatto di pasta al forno romagnolo preparato con una pasta fresca all'uovo, sugo al pomodoro, prosciutto cotto, manzo, funghi, besciamella e Parmigiano-Reggiano (D.O.P.) |
| Orecchiette con cime di rapa                           |          | Puglia                | pasta secca, asciutta con sugo bianco magro                                                     | Piatto di Orecchiette condite con cime di rapa, aglio, peperoncino e acciughe |
| Pallotte cace e ove                                    |          | Abruzzo               | gnocchi, asciutti con sugo rosso magro                                                          | Polpette di mollica di pane raffermo, uova, formaggio grattugiato e aglio, cotte facendole saltare in un semplice sugo al pomodoro e basilico |
| Pansoti alla salsa di noci                             |          | Liguria               | pasta ripiena, asciutta con sugo bianco magro                                                   | Pansoti (pasta ripiena farcita con un miscuglio di erbe fresche, il cosiddetto "preboggion" o in alternativa con della bietola e del formaggio fresco leggermente acidulo detto "prescinseua", sostituibile da un misto di ricotta e yogurt) con una salsa di noci |
| Pappardelle al cinghiale                               |          | Toscana               | pasta all'uovo, asciutta con sugo rosso di carne                                                | Piatto maremmano di Pappardelle (pasta all'uovo simile alle Fettuccine o Tagliatelle più larghe), con un ragù di carne di cinghiale |
| Pappardelle al ragù di cinta senese                    |          | Toscana               | pasta all'uovo, asciutta con sugo rosso di carne                                                | Piatto senese di Pappardelle con ragù di Cinta senese |
| Pappardelle con i bisi                                 |          | Veneto                | pasta all'uovo, asciutta con sugo bianco di carne                                               | Piatto di Pappardelle condita con piselli, pancetta e Parmigiano-Reggiano (D.O.P.) |
| Passatelli in brodo                                    |          | Emilia-Romagna        | pasta all'uovo, in brodo                                                                        | Passatelli (una pasta realizzata con pane grattugiato, uova, Parmigiano-Reggiano D.O.P., noce moscata o scorza di limone), in brodo di cappone |
| Pasta al pesto di pistacchi                            |          | Sicilia               | pasta secca, asciutta con sugo bianco magro                                                     | Piatto catanese di pasta corta con una salsa cruda a base di pistacchio pestato, formaggio grattato e scorza di limone |
| Pasta alla Genovese                                    |          | Campania              | pasta secca, asciutta con un sugo di carne a base di abbondante cipolla rosolata ed altri aromi | |
| Pasta alla Gricia                                      |          | Lazio                 | pasta secca, asciutta con sugo bianco di carne                                                  | Una variante “bianca” della Amatriciana, con guanciale, Pecorino Romano (D.O.P.) e pepe nero |
| Pasta alla Norma                                       |          | Sicilia               | pasta secca, asciutta con sugo rosso magro                                                      | Piatto di pasta lunga (solitamente spaghetti o maccheroni), con un sugo al pomodoro e con l'aggiunta successiva di melanzane fritte, ricotta salata e basilico |
| Pasta alla Palina                                      |          | Sicilia               | pasta secca, asciutta con sugo rosso di pesce                                                   | Piatto palermitano fatto con pasta lunga (solitamente Bucatini o Spaghetti), con un sugo al pomodoro con misto di sardine finemente tritate. Questo piatto e la variante “rossa” della più nota ‘’Pasta con le sarde’’ |
| Pasta c'anciova                                        |          | Sicilia               | pasta secca, asciutta con sugo rosso di pesce                                                   | Piatto palermitano di pasta lunga con una salsa di acciuga salata, estratto di pomodoro e pan grattato tostato |
| Pasta ca nunnata                                       |          | Sicilia               | pasta secca, con sugo di pesce                                                                  | Piatto siciliano di pasta lunga con una salsa di bianchetti, o novellame del pesce azzurro del Mar Mediterraneo. Può essere bianca o con pomodoro fresco |
| Pasta con broccoli arriminati                          |          | Sicilia               | pasta secca, asciutta con sugo bianco di pesce                                                  | Piatto palermitano di pasta corta condita con una salsa di cavolfiore, pinoli, uvetta, caciocavallo (P.A.T.), sardine e pangrattato tostato |
| Pasta con la bottarga                                  |          | Sicilia               | pasta secca, asciutta con sugo bianco di pesce                                                  | Piatto trapanese di pasta lunga con la bottarga di tonno rosso del Mar Mediterraneo, mandorle tritate tostate e scorza di limone grattugiata |
| Pasta con ceci e nduja                                 |          | Calabria              | pasta secca, asciutta con sugo bianco di carne                                                  | Piatto di pasta lunga, con ceci e 'Nduja (P.A.T.) |
| Pasta con le sarde                                     |          | Sicilia               | pasta secca, asciutta con sugo bianco di pesce                                                  | Piatto palermitano di pasta lunga (solitamente Bucatini), con una salsa di sardine fresche finemente tritate, uva passita e finocchietto selvatico |
| Pasta con peperoni cruschi                             |          | Basilicata            | pasta secca                                                                                     | Piatto di pasta, con peperoni cruschi, mollica fritta e (facoltativo) cacioricotta o pecorino grattugiato |
| Pasta cu lu 'Ndruppeche                                |          | Basilicata            | pasta fresca, asciutta con sugo rosso di carne                                                  | Piatto potentino di ferretti (o in alternativa di strascinati) conditi con lo 'Ndruppeche il ragù all'intoppo, preparato facendo rosolare, muscolo di manzo e Salame pezzente, aromatizzato con peperoncino o rafano grattugiato) |
| Pasta e ceci                                           |          | Campania              | pasta secca, in brodo                                                                           | Classica pasta con ceci |
| Pasta e fagioli                                        |          | Campania              | pasta secca, in brodo                                                                           | Classica pasta e fagioli |
| Pasta mollicata                                        |          | Basilicata            | pasta secca, asciutta con sugo rosso magro                                                      | Patto di pasta lunga con pane grattugiato tostato e pezzetti di pomodoro. |
| Pasta 'ncaciata                                        |          | Sicilia               | pasta secca, asciutta con sugo rosso di carne                                                   | Piatto messinese di pasta al forno di maccheroni con sugo al pomodoro, con carne macinata di manzo, uova bollite, melanzane, caciocavallo (P.A.T.), pecorino e aglio |
| Penne all’arrabbiata                                   |          | Lazio                 | pasta secca, asciutta con sugo rosso magro                                                      | Piatto romano di penne condite all'arrabbiata, un sugo al pomodoro, con Pecorino romano (D.O.P.), aglio, peperoncino, prezzemolo, sale, olio extravergine d'oliva. |
| Penne alla norcina                                     |          | Umbria                | pasta secca, asciutta con sugo rosso di carne                                                   | A piatto di penne, con una salsa di panna e salsicce, con tartufo fresco e Parmigiano-Reggiano (D.O.P.) |
| Pici all’aglione                                       |          | Toscana               | pasta fresca, asciutta con sugo rosso magro                                                     | Piatto senese di Pici (pasta fatta a mano, simili agli spaghetti ma più larghi), con un sugo al pomodoro ricco di aglio |
| Pisarei e faśö                                         |          | Emilia-Romagna        | gnocchi, asciutti con sugo rosso di carne                                                       | Piatto piacentino di gnocchetti di farina e pangrattato conditi con un sugo a base di fagioli, lardo, cipolla e pomodoro |
| Pizzoccheri della Valtellina                           |          | Lombardia             | pasta fresca, asciutta con sugo bianco magro                                                    | Piatto della Valtellina di Pizzoccheri (delle tagliatelle spesse di colorazione grigiastra ricavate da un impasto preparato con due terzi di farina di grano saraceno e un terzo di farina di frumento, P.A.T.), conditi con patate, verza, formaggio Valtellina Casera, burro, aglio e salvia |
| Ravioli di borragine                                   |          | Liguria               | pasta ripiena, asciutta con sugo bianco magro                                                   | Piatto genovese di ravioli farciti con ricotta e borragine, con burro e noci |
| Ravioli di radicchio rosso                             |          | Veneto                | pasta ripiena, asciutta con sugo bianco magro                                                   | Piatto veneziano di ravioli, farciti con un impasto di ricotta e Radicchio Rosso di Treviso (I.G.P.). con burro e Parmigiano-Reggiano (D.O.P.) |
| Ravioli di patate                                      |          | Lazio                 | pasta ripiena, asciutta con sugo bianco magro                                                   | Piatto romano di ravioli farciti con un impasto di patate, salsicce, Grana Padano (D.O.P.) e menta, conditi con burro e Parmigiano-Reggiano (D.O.P.) |
| Ravioli Scarpolesi                                     |          | Molise                | pasta ripiena, asciutta con sugo rosso di carne                                                 | Piatto molisano di ravioli farciti con patate bollite, bietola bollita, ricotta, pancetta, uova, finocchio, con ragù |
| Ravioli Capresi                                        |          | Campania              | pasta ripiena, asciutta con sugo rosso magro                                                    | Piatto caprese di ravioli farciti con Caciotta, uova, Parmigiano-Reggiano (D.O.P. e maggiorana, con sugo al pomodoro fresco |
| Rigatoni alla silana                                   |          | Calabria              | pasta secca, asciutta con sugo rosso di carne                                                   | Rigatoni con sugo al pomodoro con salsicce essiccata, pancetta e pecorino |
| Rigatoni con la Pajata                                 |          | Lazio                 | pasta secca, asciutta con sugo rosso di carne                                                   | Tradizionale piatto romano di Rigatoni conditi con un sugo al pomodoro a base di Pajata.Il termine Pajata identifica l'intestino tenue del vitellino da latte o del bue e in particolare il secondo tratto dell'intestino tenue, denominato "digiuno". La ricetta tradizionale prevede che l'intestino venga lavato, ma non privato del chimo in modo tale che, una volta cucinato, possa dar forma a una salsa di sapore acre e forte, cui si aggiunge il pomodoro. |
| Sagne a lu cuttéure                                    |          | Abruzzo               | pasta fresca, asciutta con sugo rosso di carne                                                  | Piatto di Castiglione Messer Marino di Sagne fatte a mano (P.A.T.), con un sugo al pomodoro con salsicce, pancetta e peperoncino |
| Sagne 'ncannulate                                      |          | Puglia                | pasta fresca, asciutta con sugo rosso magro                                                     | Piatto salentino di Sagne pasta (P.A.T.), con un sugo al pomodoro con ricotta |
| Scarpinocc                                             |          | Lombardia             | pasta ripiena, asciutta con sugo bianco magro                                                   | Piatto bergamasco di Scarpinocc (una tipologia di ravioli farciti con pane grattugiato, formaggio grattugiato, uova, burro e uvetta), conditi con burro fuso e foglie di salvia |
| Scialatielli ai frutti di mare                         |          | Campania              | pasta secca, asciutta con sugo rosso di pesce                                                   | Piatto della Costiera amalfitana di Scialatielli (simili a delle Fettuccine o Linguine-like spesse, corte e a sezione rettangolare), con frutti di mare in rosso, solitamente pomodorini freschi (esiste una variante in bianco senza pomodoro). Il condimento comprende molluschi (vongole e cozze) e crostacei (gamberi e gamberetti). Si tratta di una variante degli Spaghetti allo scoglio                                                                      |
| Scrippelle 'mbusse                                     |          | Abruzzo               | pasta fresca, in brodo                                                                          | Piatto teramano di Scrippelle (sottilissime frittatine preparate versando su una padella caldissima una pastella di farina, acqua e uova, molto simili alle crêpes francesi), con brodo di pollo |
| Spaghetti aglio e olio                                 |          | Campania              | pasta secca, asciutta con sugo bianco magro                                                     | Piatto napoletano di Spaghetti conditi semplicemente con un soffritto di aglio e olio, talvolta con l’aggiunta di peperoncino |
| Spaghetti al nero di seppia                            |          | Sicilia               | pasta secca, asciutta con sugo bianco di pesce                                                  | Spaghetti conditi con il Nero di seppia, ossia con il liquido scuro secreto dalle seppie |
| Spaghetti alla carbonara                               |          | Lazio                 | pasta secca, asciutta con sugo bianco di carne                                                  | Piatto romano di Spaghetti, conditi con uova battute, guanciale soffritto e Pecorino Romano (D.O.P.) |
| Spaghetti alla carrettiera                             |          | Sicilia               | pasta secca, asciutta con sugo bianco magro                                                     | Piatto della Sicilia orientale e dell'area della Valle del platani di Spaghetti conditi con olio, aglio crudo, pepe e pecorino grattugiato. Nella versione dei paesini di collina situati a ridosso della Valle del Platani la ricetta prevede l'aggiunta di pomodoro pelato. |
| Spaghetti alla chitarra ricotta, salsiccia e zafferano |          | Abruzzo               | pasta fresca, asciutta con sugo rosso di carne                                                  | Spaghetti alla chitarra (varietà di pasta all’uovo simile a degli spaghetti a sezione quadrata, che prende il nome dall’attrezzo che veniva utilizzato per realizzarli), con un sugo al pomodoro con salsicce, ricotta di pecora e zafferano |
| Spaghetti alla chitarra con sugo di agnello            |          | Abruzzo               | pasta fresca, asciutta con sugo rosso di carne                                                  | Spaghetti alla chitarra (varietà di pasta all'uovo simile a degli spaghetti a sezione quadrata, che prende il nome dall'attrezzo che veniva utilizzato per realizzarli), con un sugo al pomodoro a base di carne di agnello |
| Spaghetti alla Nerano                                  |          | Campania              | pasta secca, asciutta con sugo bianco magro                                                     | Piatto di Sorrento, di spaghetti conditi con zucchine fritte e Provolone del Monaco |
| Spaghetti alla puttanesca                              |          | Campania              | pasta secca, asciutta con sugo rosso di pesce                                                   | Piatto napoletano di Spaghetti, conditi con un sugo al pomodoro con acciughe, olive, capperi e aglio |
| Spaghetti alla siracusana                              |          | Sicilia               | pasta secca, asciutta con sugo bianco magro                                                     | Spaghetti conditi con acciughe, olio, aglio, pepe e pane grattugiato tostato. |
| Spaghetti alla vesuviana                               |          | Campania              | pasta secca, asciutta con sugo rosso magro                                                      | Piatto napoletano di Spaghetti, con un sugo al pomodoro, con olive, capperi, aglio, origano, peperoncino, prezzemolo e Parmigiano-Reggiano (D.O.P.) |
| Spaghetti alle vongole                                 |          | Campania              | pasta secca, asciutta con sugo bianco di pesce                                                  | Spaghetti alle vongole con olio, aglio, prezzemolo e vino bianco. Esiste anche una versione in rosso, con i medesimi ingredienti e in più Pomodoro e basilico |
| Spaghetti allo scoglio                                 |          | Campania              | pasta secca, asciutta con sugo rosso di pesce                                                   | Piatto di Spaghetti con frutti di mare, nelle due varianti rosso (con pomodoro, solutamente pomodorini freschi) e bianco (senza pomodoro). |
| Spaghetti cacio e pepe                                 |          | Lazio                 | pasta secca, asciutta con sugo bianco magro                                                     | Piatto romano di Spaghetti, con un condimento di Pecorino Romano (D.O.P.) e pepe nero |
| Spaghetti con puntarelle, acciughe e briciole          |          | Lazio                 | pasta secca, asciutta con sugo bianco di pesce                                                  | Spaghetti conditi con Puntarelle, sardine, pane grattugiato e aglio |
| Spätzle                                                |          | Trentino-Alto Adige   | gnocchi, asciutti con sugo bianco magro                                                         | Spätzle con una crema di latte e burro |
| Strangozzi funghi e tartufo                            |          | Umbria                | pasta secca, asciutta con sugo bianco magro                                                     | Strangozzi (una pasta lunga a sezione rettangolare), conditi con tartufo e funghi |
| Stroncatura                                            |          | Calabria              | pasta secca, asciutta con sugo bianco di pesce                                                  | Struncatura (una varietà di pasta lunga simile alle Linguine con farina di grano saraceno che conferisce un caratteristico colore marrone), condita con acciughe, pane grattugiato, aglio, olio e pepe nero |
| Strozzapreti alla pastora                              |          | Emilia-Romagna        | pasta secca, asciutta con sugo rosso di carne                                                   | Strozzapreti (un tipo di pasta corta a forma di grossi cannelli lunghi), con un sugo al pomodoro con prosciutto salsicce, panna, zafferano e Parmigiano-Reggiano (D.O.P.) |
| Tagliatelle al papavero                                |          | Friuli-Venezia Giulia | pasta all'uovo, asciutta con sugo bianco magro                                                  | Tagliatelle all'uovo, condite con una salsa con semi di Papavero e cipolla soffritta |
| Tagliatelle alla Bolognese                             |          | Emilia-Romagna        | pasta all'uovo, asciutta con sugo rosso di carne                                                | Tagliatelle all’uovo con Ragù bolognese |
| Tagliolini al tartufo                                  |          | Piemonte              | pasta all'uovo, asciutta con sugo bianco magro                                                  | Tagliolini (detti Tajarin in dialetto piemontese, P.A.T.), conditi con burro e tartufo |
| Testaroli con pesto (o Testaroli al pesto)             |          | Liguria               | pasta all'uovo, asciutta con sugo bianco magro                                                  | Testaroli all'uovo (una pasta di forma triangolare, chiamata Testaieu in dialetto ligure, P.A.T.), conditi con pesto |
| Timballo                                               |          | Campania              | pasta fresca, asciutta con sugo rosso di carne                                                  | Piatto di pasta al forno, con carne macinata, formaggio grattato e vegetali |
| Tordelli lucchesi                                      |          | Toscana               | pasta ripiena, asciutta con sugo rosso di carne                                                 | Piatto lucchese di Tordelli (una variante dei Tortelli di forma semi-circolare con un ripieno di carne timo e erbette), condita con ragù |
| Tortel Dols di Colorno                                 |          | Emilia-Romagna        | pasta ripiena, asciutta con sugo bianco magro                                                   | Piatto parmense di Tortelli (una variante dei Tortelli, detti Tortel in dialetto parmense, con un ripieno dolce di pane grattugiato, vino cotto e mostarda) conditi con burro fuso e Parmigiano-Reggiano (D.O.P.) |
| Tortelli amari di Castel Goffredo                      |          | Lombardia             | pasta ripiena, asciutta con sugo bianco magro                                                   | Piatto tipico di Castel Goffredo (P.A.T.), con un ripieno di erba aromatica balsamita, pane grattugiato, uova, noce moscata, salvia, cipolla, Parmigiano-Reggiano (D.O.P.), conditi con burro fuso, foglie di salvia e Parmigiano-Reggiano (D.O.P.) grattugiato |
| Tortelli cremaschi                                     |          | Lombardia             | pasta ripiena, asciutta con sugo bianco magro                                                   | Piatto cremasco di una variante locale di Tortelli (in dialetto cremasco turtèi cremasch) a forma di mezza luna con un ripieno dolce composto di amaretto sminuzzato, pane grattugiato, cedro candito, noce moscata, un biscotto cremasco chiamato "mostaccino", tuorlo d’uovo, Grana Padano (D.O.P.) , scorza di limone grattugiata, Marsala, menta, uvetta. I tortelli cremaschi sono tipicamente conditi con burro fuso, foglie di salvia e Grana Padano (D.O.P.) |
| Tortelli della Possenta                                |          | Lombardia             | pasta ripiena, asciutta con sugo bianco magro                                                   | Piatto mantovano di Tortelli di colore rosso con ripieno dolce, realizzati con una sfoglia a base di farina, uova, barbabietola, olio d’oliva e sale e farciti con un ripieno a base di ciliegie, ricotta, vino rosso, mostarda, Parmigiano-Reggiano (D.O.P.), zucchero, pane grattugiato, cannella, noce moscata, burro. Conditi con burro con Parmigiano-Reggiano (D.O.P.)                                                                                         |
| Tortelli di patate                                     |          | Toscana               | pasta ripiena, asciutta con sugo rosso di carne                                                 | Ricetta mugellana e del Casentino di Tortelli quadrati di grandi dimensioni, farciti con patate bollite, Parmigiano-Reggiano (D.O.P.) , noce moscata e sale, conditi con un sugo al pomodoro con mardne di manzo o di anatra o di cinghiale |
| Tortelli di zucca                                      |          | Lombardia             | pasta ripiena, asciutta con sugo bianco magro                                                   | Piatto mantovano di Tortelli all’uovo con ripieno a base di zucca, amaretto sminuzzato, mostarda, noce moscata e Parmigiano-Reggiano (D.O.P.), conditi con burro fuso e Parmigiano-Reggiano (D.O.P.) grattugiato |
| Tortelli maremmani con spinaci                         |          | Toscana               | pasta ripiena, asciutta con sugo rosso di carne                                                 | Piatto maremmano di Tortelli all'uovo di forma quadrata, farciti con ricotta, bollito spinaci, noce moscata e pecorino grattugiato e conditi con ragù di manzo maremmano o cinghiale |
| Tortelli verdi                                         |          | Emilia-Romagna        | pasta ripiena, asciutta con sugo rosso di carne                                                 | Piatto delle zone di Parma e Reggio Emilia, di tortelli " verdi", con un ripieno di bietola, spinaci, ricotta, Parmigiano-Reggiano (D.O.P.), pancetta, cipolla e aglio, conditi con burro fuso e Parmigiano-Reggiano (D.O.P.) |
| Tortellini di Valeggio sul Mincio                      |          | Veneto                | pasta ripiena, in brodo                                                                         | Tortellini di Valeggio sul Mincio (P.A.T.) realizzati con sfoglia all'uovo e con un ripieno di carne di manzo, maiale, pollo, aromi naturali (cipolla, carote, sedano e rosmarino), vino Bardolino e un po' di pane grattugiato, cucinati in brodo |
| Tortellini in brodo                                    |          | Emilia-Romagna        | pasta ripiena, in brodo                                                                         | Tradizionale piatto bolognese di Tortellini di sfoglia all'uovo con un ripieno preparato con lombo di maiale, prosciutto crudo, mortadella di Bologna, Parmigiano-Reggiano (D.O.P.), uova e noce moscata, cucinati in brodo di carne di cappone o di gallina |
| Tortelloni burro e salvia                              |          | Emilia-Romagna        | pasta ripiena, asciutta con sugo bianco magro                                                   | Piatto bolognese di Tortelloni, fatti con pasta sfoglia d’uovo con ripieno magro (senza carne), solitamente a base di ricotta e di dimensioni più grandi dei tortellini, conditi con burro e salvia. Tipici della cucina bolognese è una tipologia di tortelloni detti balanzoni: dei tortelloni verdi (con gli spinaci nella sfoglia) ripieni di ricotta e spinaci.                                                                                                 |
| Trenette al pesto                                      |          | Liguria               | pasta secca, asciutta con sugo bianco magro                                                     | Piatto genovese di Trenette (una pasta lunga di sezione ellittica) condite con pesto |
| Troccoli al ragù di seppia                             |          | Puglia                | pasta fresca, asciutta con sugo rosso di carne                                                  | Piatto della Daunia di Troccoli (una pasta simile agli Spaghetti alla chitarra), con un ragù a base di seppia |
| Troccoli con pomodori secchi, acciughe e mollica       |          | Puglia                | pasta fresca, asciutta con sugo rosso di carne                                                  | Piatto della Daunia di Troccoli (una pasta simile agli Spaghetti alla chitarra), conditi con una salsa di pomodori essiccati, acciughe e pane grattugiato |
| Trofie al pesto                                        |          | Liguria               | pasta secca, asciutta con sugo bianco magro                                                     | Piatto genovese di Trofie condite con il pesto alla genovese |
| Trofie di Portofino                                    |          | Liguria               | pasta secca, asciutta con sugo rosso magro                                                      | Piatto di Trofie condite con una salsa ottenuta mescolando pesto e sugo al pomodoro |
| Tumact me tulez                                        |          | Basilicata            | pasta secca, asciutta con sugo rosso di pesce                                                   | Piatto di tagliatelle condite con pomodoro, alici, mollica di pane e granella di noci |
| Turtèl sguasaròt                                       |          | Lombardia             | pasta ripiena, asciutta con sugo bianco magro                                                   | Piatto Mantovano di Turtèl sguasaròt (P.A.T.), farciti con fagioli e castagne, conditi con una salsa a base di vin cotto, pane grattugiato, limone e chiodi di garofano |
| Vincisgrassi                                           |          | Marche                | pasta fresca, asciutta con sugo rosso magro                                                     | Piatto di pasta al forno (variante marchigiana delle lasagne al forno), preparato con Vincisgrassi, conditi con ragù, besciamella e formaggio grattugiato |
| Ziti al forno                                          |          | Campania              | pasta fresca, asciutta con sugo rosso di carne                                                  | Piatto di pasta al forno preparata con Ziti, melanzane, sugo al pomodoro con carne e formaggio |

## Piatti di pasta di altri Paesi
| Titolo                    | Immagine | Origine                 | Descrizione |
| ------------------------- | -------- | ----------------------- | --- |
| Alphabet soup             |          | Stati Uniti             | Piatto preparato usando la ‘’alphabet pasta’’, cucinata in brodo. Negli Stati Uniti è anche commercializzata già pronta in lattina |
| American chop suey        |          | Stati Uniti             | Consiste in un pasticcio di maccheroni, con carne macinata cotta con cipolle saltate e peperoni verdi in un sugo al pomodoro denso |
| American goulash          |          | Stati Uniti             | Pasta al forno di cui esistono molte varianti, citata nei libri di cucina fin dal 1914. Gli ingredienti fondamentali sono vari tipi di pasta, manzo a cubetti, sugo al pomodoro |
| Baked ziti                |          | Stati Uniti             | Pasta al forno preparata con Ziti e sugo al pomodoro, tipica della tradizione italo-americana. Ha caratteristiche simili ai piatti a base di Lasagna, ma con l'uso di ziti |
| Chicken riggies           |          | Stati Uniti             | Piatto di New York di pasta al forno preparata con Rigatoni e con sugo al pomodoro, pollo, salsa al peperoncino. Ne esistono molte varianti |
| Cincinnati chili          |          | Stati Uniti             | Piatto di Cincinnati di Spaghetti ricoperto con una salsa greca alla carne e Cheddar grattugiato, il tutto cotto al forno. Possono essere aggiunti cipolla e fagioli |
| Fideos al horno           |          | Gibilterra              | Pasta al forno realizzata con maccheroni, con sugo alla bolognese e vari altri ingredienti, che possono differire nelle varie versioni, fra cui uova e pancetta |
| Fideuà                    |          | Spagna                  | Piatto nato negli anni 1920 nella città di Gandia è preparato con pesce bianco e crostacei, e spesso servito con salsa Aioli. Ne esistono molte varianti |
| Frogeye salad             |          | Stati Uniti             | Un piatto di insalata di pasta realizzata con una pastina chiamata acini di pepe condita con una salsa montata e con tuorli d'uovo |
| Giouvetsi                 |          | Grecia                  | Piatto di pasta al forno con sugo al pomodoro e pezzi di pollo o agnello o manzo arrosto o bolliti. Viene utilizzata una pasta all'uovo o una pasta a base di orzo |
| Johnny Marzetti           |          | Stati Uniti             | Pasta al forno originaria di Columbus, in Ohio, consistente in pasta, sugo al pomodoro, formaggio, e carne di manzo macinata e con del formaggio grattugiato aggiunto sopra prima della cottura                                                                                    |
| Kugel                     |          | Europa centrale         | Piatto della tradizione ebraica aschenazita dell'Europa centrale, spesso preparata nello Shabbat e nelle festività ebraiche, di pasta al forno simile a una torta, solitamente preparato con pasta lunga alle uova (Lokshen kugel) e patate.                                       |
| Kusksu                    |          | Malta                   | Piatto realizzato con una pastina chiamata kusksu con vegetali e con fave |
| Łazanki                   |          | Polonia                 | Piatto realizzato con una pasta di segale o di grano saraceno, a forma di piccoli triangoli rettangoli, condita con grasso fuso di maiale, olio vegetale o panna acida. In Polonia, sono spesso mescolati con cavolo o crauti e pezzetti di salsiccia, di carne o funghi           |
| Linsen mit Spätzle        |          | Germania                | Piatto tradizionale della Svevia di Spätzle con lenticchie (Linsen), normalmente accompagnato con salsicce |
| Macaroni and cheese       |          |                         | Piatto di maccheroni conditi con formaggio, il più delle volte cheddar; possono esserci anche altri ingredienti come pane grattugiato e prosciutto |
| Macaroni and cheese pizza |          |                         | Piatto che unisce pizza e pasta, consistente in una pizza la cui guarnitura è data da ‘’macaroni and cheese’’ or as a topping. |
| Macaroni casserole        |          |                         | Sformato di pasta con maccheroni e un misto di uova e latte, con ingredienti aggiuntivi come carne, vegetali o pesce |
| Macaroni pie              |          |                         | Sformato scozzese di maccheroni e formaggio |
| Macaroni salad            |          | Provenienza sconosciuta | Insalata di pasta servita fredda di maccheroni con maionese. Viene solitamente utilizzata come contorno |
| Maultaschen               |          | Germania                | Piatto tradizionale della regione della Svevia (in Baden-Württemberg), che consiste una pasta sfoglia ripiena di un composto di carne macinata, carne]affumicata, spinaci, pane grattugiato e cipolle e aromatizzata con varie erbe e spezie (pepe nero, prezzemolo, noce moscata) |
| Naporitan                 |          | Giappone                | Piatto di Yokohama di Spaghetti, sugo al pomodoro, cipolla, funghi, salsicce, pancetta e tobasco |
| Naryn                     |          | Uzbekistan              | Piatto preparato con pasta fresca fatta a mano e carne di cavallo; può essere servito come piatto freddo (kuruk norin) o come minestra con pasta (khul norin) |
| Pasta primavera           |          | Canada                  | Piatto consistente in pasta e verdure crude. A volte viene aggiunta carne come pollo ma il condimento principale sono le verdure. |
| Spaghetti sandwich        |          |                         | Panino preparato con spaghetti, sugo e pane |
| Spaghetti with meatballs  |          | Stati Uniti             | Piatto italo-americano, consistente in spaghetti, conditi con sugo al pomodoro e polpette |
| Tetrazzini                |          | Stati Uniti             | Piatto preparato con pollo a dadini o frutti di mare e funghi, in una crema a base di burro e parmigiano, aromatizzata con vino o sherry e servito caldo su linguine o spaghetti, guarnito con prezzemolo e talvolta con mandorle                                                  |